# Echosmith
Echosmith je americká indie popová kapela založená v roce 2009 ve městě Chino v Kalifornii. Jejími členy jsou tři sourozenci: Noah, Sydney a Graham Sierotovi, do roku 2016 byl členem kapely i bratr Jamie. V květnu 2012 se jejich vydavatelem stala známá společnost Warner Bros. Records. Mediální pozornost na sebe kapela strhla hlavně díky skladbě „Cool Kids“, která obsadila 13. místo v prestižním americkém žebříčku Billboard Hot 100 a byla certifikovaná dvojí platinovou deskou od RIAA za prodej více než 2 milionů digitálních skladem ve Spojených státech.
8. října 2013 kapela vydala své debutové album s názvem Talking Dreams.

## Vlivy

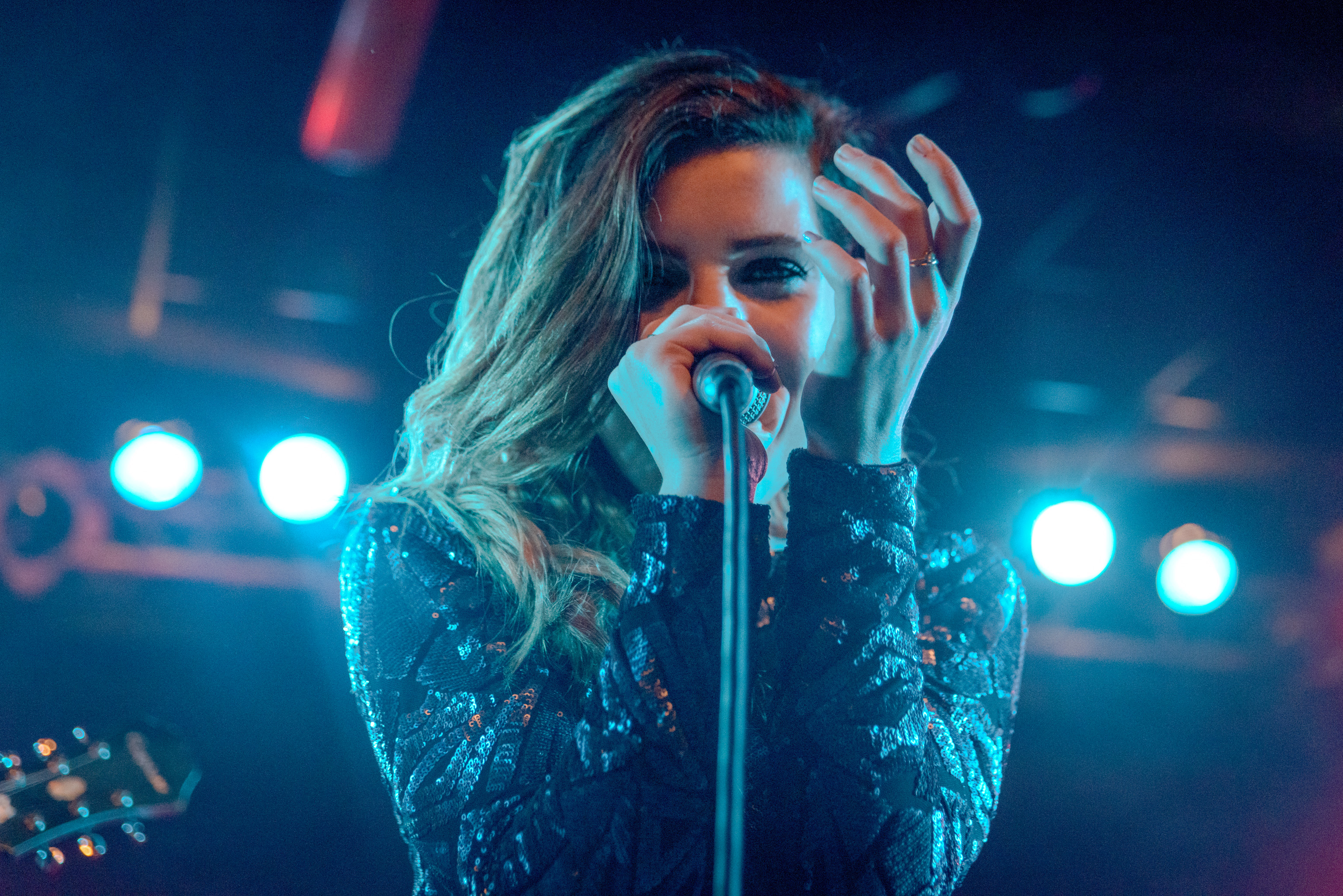
Zpěvačka Sydney

Skupina je popisována jako ovlivněná indie rockem a dance-rockem z 80. let. Jejich vzorem je kapela The Smiths. Zpěvačka Sydney je hudebními kritiky porovnávána s Ellie Goulding.

## Členové

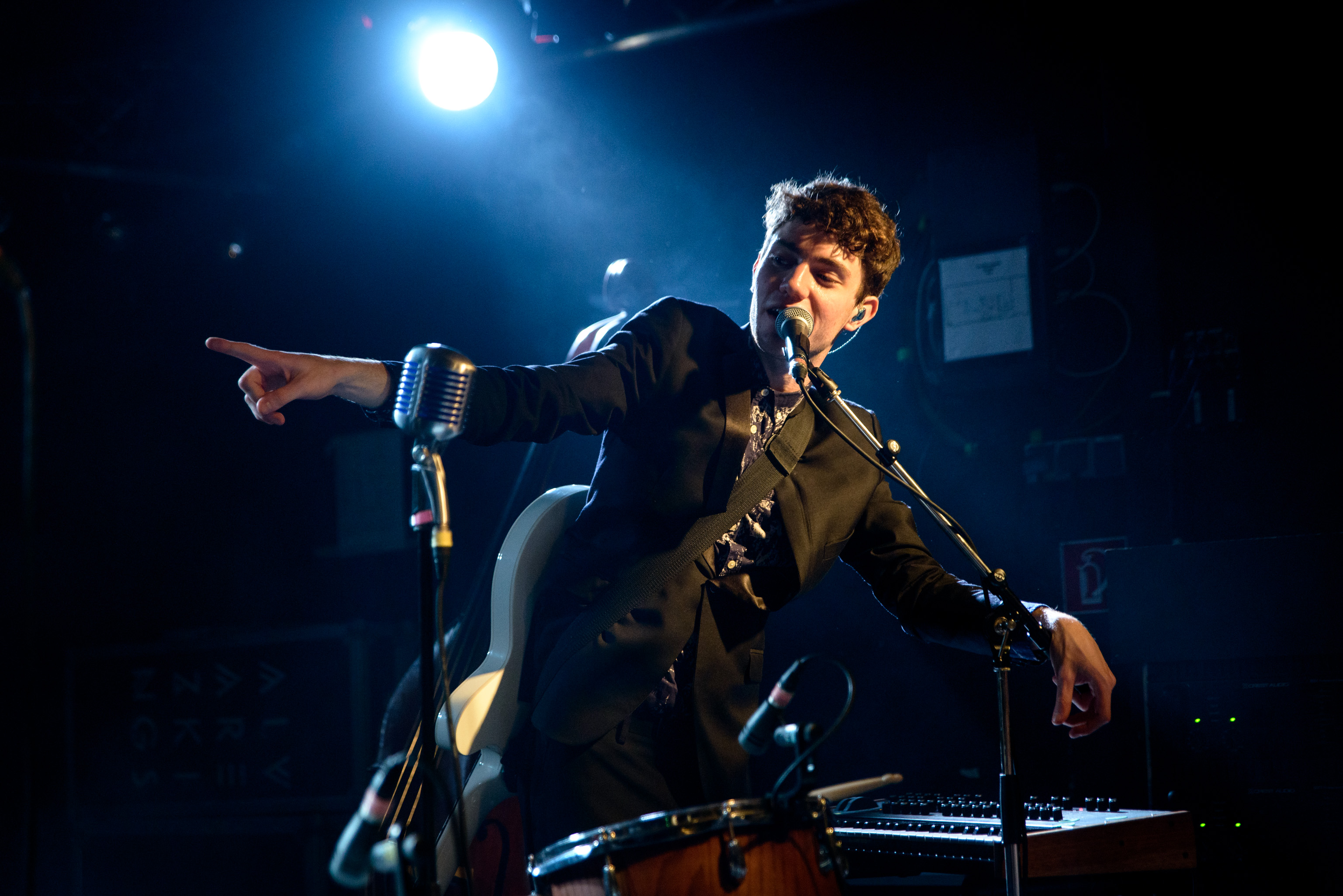
Baskytarista Noah

### Současní
- Graham Sierota – bicí
- Sydney Sierota –zpěv a klávesy
- Noah Sierota – baskytara a doprovodný zpěv

### Bývalí
- Jamie Sierota – sólová kytara a doprovodný zpěv

## Diskografie

### Studiová alba
- Talking Dreams (2013)

### EP
- Summer Sampler (2013)
- Acoustic Dreams (2014)
- Inside a Dream (2017)

## Turné
- The Other Side Tour (2013)
- The Midsummer Station Tour (2013)
- Vans Warped Tour (2013, 2014)
- Life is Beautiful Tour (2014)[6]
- American Authors Tour (2014)[7]
- Neon Trees Tour (2014)[8]
- Talking Dreams Tour (2014–2016)
- Blurryface Tour (2015)[9]
- Inside A Dream Tour (2018)[10]